# Filippo Brunelleschi
Filippo Brunelleschi, italijanski renesančni arhitekt, * 1377, † 15. april 1446.
Bil je italijanski oblikovalec in ključna figura v arhitekturi, bil je prvi sodobni inženir, načrtovalec in edini gradbeni nadzornik. Bil je eden od ustanovnih očetov renesanse. Na splošno je znan po razvoju tehnike linearne perspektive v umetnosti in po gradnji kupole Firenške stolnice. Odvisno od ogledal in geometrije, da bi »okrepili krščansko duhovno resničnost«, je njegova formulacija linearne perspektive urejala slikovni prikaz prostora do konca 19. stoletja. Imel je tudi najgloblji in precej nepričakovan vpliv na vzpon sodobne znanosti. Njegovi dosežki so tudi na drugih področjih arhitekture, kiparstva, matematike, inženiringa in oblikovanja ladij. Njegova glavna ohranjena dela so v Firencah, v Italiji, vendar sta njegovi dve izvirni plošči linearne perspektive izgubljeni.

## Mladost
Brunelleschi se je rodil v Firencah. Malo je znano o njegovem zgodnjem življenju, edini viri sta Antonio Manetti in Giorgio Vasari. Po teh virih je bil Filipov oče Brunellesco di Lippo, notar, njegova mati pa Giuliana Spini. Filippo je bil srednji med tremi otroki. Mladi Filippo je dobil literarno in matematično izobrazbo, ki mu je omogočila, da je sledi stopinjam svojega očeta, javnega uslužbenca. Bil je nagnjen k umetnosti, a se je kljub temu vpisal v Arte della Seto, trgovski ceh svilarjev, ki je vključeval tudi zlatarje, kovinarje in delavce z bronom. Leta 1398 je postal mojster zlatar. Zato ni bilo naključje, da je njegovo prvo pomembno gradbeno naročilo, Ospedale degli Innocenti, prišlo iz ceha kateremu je pripadal.
Leta 1401 se je Brunelleschi prijavil na natečaj za oblikovanje novega sklopa bronastih vrat za Baptisterij svetega Janeza Krstnika. Sedem tekmovalcev je izdelalo pozlačeno bronasto ploščo, ki prikazuje Izakovo žrtvovanje. Brunelleschijev predlog, skupaj s predlogom Lorenza Ghibertija, je eden od le dveh ohranjenih, je prikazoval grško-rimski prizor Deček si izdira trn. Brunelleschijeva plošča je sestavljen iz več kosov, pritrjenih nanjo.

## Pojav humanizma
Brunelleschi velja za začetnika renesanse. Malo biografskih podatkov o Brunelleschovem življenju obstaja, ki bi pojasnili njegov prehod od zlatarja do arhitekta ali o njegovem usposabljanju na gotski ali srednjeveški način ali njegov prehod na klasiko v arhitekturi in urbanizmu. Približno leta 1400 se je pojavilo kulturno gibanje humanitas ali humanizem, ki je idealiziralo umetnost grško-rimske antike nad formalno in manj živahnim slogom srednjega veka. Vendar je bil ta interes omejen na nekaj učenjakov, pisateljev in filozofov, preden je začel vplivati na vizualne umetnosti. V tem obdobju (1402-1404) sta Brunelleschi in njegov prijatelj Donatello obiskala Rim, da bi proučila starodavne ruševine. Donatello, kot Brunelleschi, je bil usposobljen kot zlatar, čeprav je pozneje delal v studiu takrat znanega slikarja Ghibertija. Čeprav je bila slava starega Rima takrat priljubljena tema se zdi, da nihče ni podrobneje preučeval fizične strukture ruševin, dokler to nista naredila Brunelleschi in Donatello.

## Naročila
Prvo arhitekturno naročilo Brunelleschiju je bila Ospedale degli Innocenti (1419 — ca.1445) ali bolnišnica nedolžnih. Njena dolga loža je imela redek pogled na tesne in ukrivljene ulice  Firenc, da ne omenjamo impresivnih lokov, vsak okoli 8 metrov visok. Stavba je bila dostojanstvena in trezna; ni bilo finega marmorja ali dekorativnih vložkov. Bila je tudi prva stavba v Firencah, ki je v svojih stebrih in kapitelih jasno označevala klasično antično obdobje.
Kmalu so prišla tudi druga naročila, kot je Ridolfijeva kapela v cerkvi San Jacopo sopr'Arno, ki je zdaj izgubljena in Barbadorijeva kapela v Santa Felicita, prav tako spremenjena od prvotne stavbe. Za obe je Brunelleschi oblikoval elemente, ki so se že uporabljali v Ospedale degli Innocenti in ki bi se uporabljali tudi v kapeli Pazzijev in Stari zakristiji (Sagrestia Vecchia). Hkrati je uporabljal manjša dela kot nekakšno študijo izvedljivosti za njegovo najbolj znano delo, kupolo Firenške stolnice.

## Firenška stolnica
Santa Maria del Fiore je bila nova mestna stolnica, do leta 1418 pa je bila zgrajena tudi kupola. Ko je bila stavba zasnovana v prejšnjem stoletju, nihče ni vedel, kako naj bi se zgradila takšna kupola, saj bi bila še večja od kupole Panteona v Rimu in da od antike ni bila zgrajena nobena kupola te velikosti. Ker so mestni očeti prepovedali zunanje opornike in ker ni bilo mogoče dobiti lesa za odre, dovolj dolgega in dovolj močnega (in v zadostni količini) za to nalogo, ni bilo jasno, kako bi se lahko zgradila kupola te velikosti in lastne teže. Poleg tega napetosti stiskanja niso bile jasno razumljene in malte, uporabljene v tem obdobju, bi se strdile šele po nekaj dneh, pri čemer bi se obremenitev odrov zelo dolgo zadrževala.
Leta 1418 je ceh Arte della Lana organiziral natečaj za rešitev problema. Dva glavna tekmovalca sta bila Ghiberti in Brunelleschi in Brunelleschi je zmagal in prejel naročilo. Konkurenti so bili veliki arhitekti, ki so poskušali postaviti pokončno jajce na kosu marmorja. Nihče ni mogel tega storiti, le Brunelleschi, ki je po Vasariju: [...] »... enem koncu udaril na ravno podlago marmorja in je ostalo pokončno ... Arhitekti so protestirali, da bi lahko storili enako; Filippo pa se je smejal, da bi lahko naredili kupolo, če bi videli njegovo zasnovo«. (Ta rešitev je bila pripisana tudi Kolumbu. (glej Kolumbovo jajce).
Kupola, lanterna (zgrajena 1446-ca.1461) in eksedra (zgrajena 1439-1445) bi okupirala večino Brunelleschijevega življenja. Brunelleschijev uspeh se lahko pripisuje njegovemu tehničnemu in matematičnemu geniju. Pri gradnji osmerokotne kupole je porabil več kot štiri milijone opek. Zapustil ni nobenih gradbenih načrtov ali diagramov, ki bi podrobno opisovali strukturo kupole.
Brunelleschi je izumil nov stroj za dviganje materiala, ki je bil potreben za kupolo, nalogo pa je nedvomno navdihnila Vitruvijeva De Architectura, ki opisuje rimske stroje, ki so se uporabljali v prvem stoletju, da bi zgradili velike strukture, kot so Panteon in Dioklecijanove kopeli, strukture, ki še vedno stojijo in jih je sam videl.
Svoje delavce je med odmori zadrževal v zgradbi in prinašal hrano in razredčeno vino, podobno tistemu, ki so ga tedaj dajali nosečnicam. Čutil je, da bi jih hoja navzgor in navzdol po stotinah stopnic izčrpala in zmanjšala njihovo produktivnost.

## Brunelleschijev patent in cehi
Leta 1421 je Brunelleschi dobil tudi tisto, kar naj bi bil eden prvih sodobnih patentov za njegov izum rečne prometne plovbe, ki naj bi »prinesla kakršno koli blago in obremenitev na reki Arno itd. za manj denarja kot običajno in z več druge koristi«. Namenjen je bil za prevoz marmorja. V zgodovini patentnega prava ima Brunelleschi poseben prostor [20]. V kulturnem in političnem smislu je bila podelitev patenta del Brunelleschijevega poskusa delovanja kot ustvarjalnega in komercialnega posameznika zunaj omejitev cehov in njihovih monopolov. Kljub statusu arhitekta je bil Brunelleschi pravzaprav član zlatarskega združenja, leta 1434 pa so ga dejansko aretirali po ukazu Mojstrov kamna in lesa, ker je napadel njihov monopol. Vendar so ga takoj izpustili in cehovski konzuli so bili preganjani zaradi lažnega zapora.

## Druga dela
Brunelleschija so zanimali matematika in inženirstvo ter študij starodavnih spomenikov. Izumil je hidravlične stroje in izdelal uro, nič ni ohranjeno.
Oblikoval je utrdbe, ki so jih Firence uporabile v svojih vojaških borbah proti Pisi in Sieni. Leta 1424 je delal v Lastra a Signa, vasi, ki je ščitila pot v Piso in leta 1431 na jugu Italije na obzidju vasi Staggia. To je še vedno ohranjeno, toda ali je izrecno Brunelleschijevo ni zagotovo.
Prav tako je bil kratek čas aktiven v svetu ladjedelništva, ko je leta 1427 zgradil ogromno ladjo z imenom Il Badalone za prevoz od Pise v Firenc, ko je po reki Arno prevažal marmor. Ladja je potonila na svojem prvem potovanju skupaj s precejšnjim delom Brunelleschijevega osebnega bogastva, vendar je naredil pomemben napredek v zgodovini patentnega prava. Poleg njegovih dosežkov v arhitekturi, mu prav tako pripada izum linearne perspektive z eno točko, ki je predstavljala revolucijo v slikarstvu in utrla pot naravnih slogov, ko se je renesansa oddaljila od stiliziranih figur srednjeveške umetnosti. Poleg tega je bil nekoliko vpleten v urbano načrtovanje: strateško je postavil več svojih stavb glede na bližnje kvadrate in ulice za »boljšo vidljivost«. Na primer, rušenja pred svetim Lovrencom so bila odobrena leta 1433, da bi ustvarili trg s pogledom na cerkev. V Santo Spirito je predlagal, da se fasada obrne proti Arnu, tako da bi jo potniki videli ali na sever, da bi se soočila z velikim trgom.

### Odkritje linearne perspektive
Brunelleschi je znan po dveh panelnih slikah, ki prikazujeta geometrijsko optično linearno perspektivo, izdelano v začetku 15. stoletja. Njegov biograf Antonio Manetti je opisal ta znameniti eksperiment, v katerem je Brunelleschi naslikal dve plošči: prva je bila Firenška krstilnica, gledano frontalno od zahodnega portala nedokončane stolnice, druga pa Palazzo Vecchio vidna poševno iz njenega severozahodnega vogala. Vendar to niso bile prve slike z natančno linearno perspektivo, saj je Ambrogio Lorenzetti to uporabil v svoji Predstavitvi v templju leta 1342.
Prva plošča krstilnice je imela luknjo, ki se je vrtela skozi središčno točko izginotja. Zanimivo je, da je Brunelleschi želel, da ga opazovalec opazuje le iz krstilnice, ki gleda skozi luknjo na plošči, na neposlikani hrbtni strani. Ker je bilo ogledalo premaknjeno v in izven pogleda, je opazovalec videl izrazito podobnost med dejanskim pogledom na krstilnico in zrcaljenim pogledom na njeno poslikano podobo. Brunelleschi je želel, da se njegova nova perspektiva »realizma« preizkuša ne tako, da bi primerjali poslikano podobo z dejansko krstilnico, temveč njegovim odsevom v ogledalu v skladu z evklidskimi zakoni geometrijske optike. Ta podvig je umetnikom jasno pokazal, kako lahko barvajo svoje slike, ne samo kot ravne dvodimenzionalne oblike, temveč bolj kot tridimenzionalne strukture, tako kot jih odražajo zrcala. Obe plošči sta bili izgubljeni.
V tem obdobju se je linearna perspektiva, kot novo umetniško orodje, razširila ne samo v Italiji, temveč tudi v zahodni Evropi. Hitro je postala in ostala standardna studijska praksa.

### Gledališki stroji
Brunelleschi je zasnoval tudi mehanizme za uporabo v cerkvah med gledališkimi verskimi predstavami, ki so ponovno uresničile biblijske čudežne zgodbe. Izmislili so si napade, v katerih so bili posebneži in angeli narejeni za letenje po zraku med spektakularnimi eksplozijami svetlobe in ognjemetov. Ti dogodki so potekali med državnimi in cerkvenimi obiski. Ni znano, koliko teh je oblikoval Brunelleschi, vendar vsaj eno za cerkev San Felice, potrjeno v zapisih.

## Osebno življenje
Brunelleschi ni imel lastnih otrok, vendar je leta 1415 posvojil Andreo de Lazzaro Cavalcantija, ki je po svojem rojstnem kraju prejel ime Il Buggiano. Bil je edini Brunelleschijev dedič.
Brunelleschi je bil član ceha trgovcev s svilo, ki je vključeval draguljarje in zlatarje, ne pa tudi ceha mojstrov kamna in lesa, ki je vključeval arhitekte. Leta 1434 so ga aretirali na zahtevo ceha mojstrov kamna in lesa, ker je nezakonito opravljal svoje delo. Hitro so ga izpustili, mojstre kamna in lesa pa obtožili nepotrebnega zapora.

## Smrt
Brunelleschi leži v kripti Firenške stolnice. Kot je pojasnil Antonio Manetti, ki je poznal umetnika in ki je napisal njegovo biografijo, je Brunelleschi »dobil takšno čast, da je pokopan v baziliki Santa Maria del Fiore in ima marmorno poprsje, ki naj bi bilo izklesano za življenja in stoji tam v večnem spominu s tako čudovitim epitafom«. Notranjost stolnice je ta epitaf: »Veličastna kupola te slavne cerkve in številne druge naprave, ki jih je izumil arhitekt Filippo, pričajo o njegovemu vrhunskemu znanju. V spomin na njegove izjemne talente, hvaležna dežela, ki se bo vedno spominjala pokopanega v tleh spodaj«.

## V popularni kulturi
Brunelleschija je predstavil leta 2016 Alessandro Preziosi v televizijski seriji Medici: Masters of Florence.

## Glavna dela
Glavne stavbe in dela, ki jih je zasnoval Brunelleschi ali je bil vanje vpleteno, vse v Firencah:
- Kupola Firenške stolnice (1419-1436)
- Ospedale degli Innocenti (1419-ca.1445)
- Bazilika svetega Lovrenca (1419-1480)
- sejna dvorana Palazzo di Parte Guelfa (1420-1445)
- Sagrestia Vecchia ali Stara zakristija v baziliki sv. Lovrenca (1421-1440)
- Nova zakristija (Sagrestia Nuova) v baziliki sv. Lovrenca (1520-1533)
- Santa Maria degli Angeli: nedokončana, (začela leta 1434)
- Lanterna stolnice (1436-ca.1450)
- Eksedra stolnice v Firencah (1439-1445)
- Bazilika Santo Spirito (1441-1481)
- Kapela Pazzijev (1441-1460-ih)
- Brunelleschijevo razpelo (1410-1415), v kapeli Gondi v cerkvi Santa Maria Novella v Firencah